# Chinese dwerghamster
De Chinese dwerghamster (Cricetulus barabensis griseus) behoort tot de langstaartdwerghamsters. Hij komt het meest voor in het noorden van China. Doordat dit een langstaartdwerghamster is, is hij niet nauw verwant aan andere dwerghamsters. Ook deze dwerghamster leeft op de steppe, is te vinden in bossen en in door mensen bewoonde gebieden.

## Uiterlijk
In vergelijking met de andere hamsters valt waarschijnlijk al snel op dat deze hamster een langgerekt lichaam heeft met een goed zichtbare staart in tegenstelling tot de andere dwerghamsters die kleine "bolletjes" zijn en waarvan het staartje nauwelijks zichtbaar is. De pels van het diertje is ook niet zo wollig, de haren liggen glad op de huid. De kleur van de vacht is meestal grijsbruin met hele fijne, zwarte puntjes. De aalstreep over de rug is dun, donkerbruin en niet altijd even goed zichtbaar. De buik is lichtgrijs. De Chinese dwerghamster heeft donkere oren met een lichte rand. Een variant is de gevlekte Chinese dwerghamster, die een overwegend witgrijze vacht heeft met dezelfde tekening en accenten.
Het verschil tussen een mannetje en een vrouwtje is goed te zien: het mannetje heeft een opvallende grote balzak. Hierdoor loopt het lichaam van een mannetje uit tot een punt, en bij een vrouwtje loopt het lichaam mooi rond uit.

## Huisdier
De Chinese dwerghamster komt als huisdier al sinds 1970 in Nederland voor. Vroeger was het de meest voorkomende dwerghamster, maar tegenwoordig is hij minder vaak te zien.
Vanaf 1 juli 2024 zijn Chinese dwerghamsters samen met goudhamsters de enige twee leden van de hamsterfamilie die zijn toegestaan in Nederland.
Ze worden gemiddeld 4 jaar oud, dat is ouder dan de andere dwerghamsters. Ook zijn ze iets sneller en hebben graag veel klimmogelijkheden in hun kooi. Daardoor zijn ze ook minder snel tam en knuffelbaar. Het zijn geen groepsdieren en twee vrouwtjes bij elkaar is wellicht geen goed idee.
Chinchillazand in de kooi is te proberen, de dwerghamsters vinden het fijn er in te rollen. Wanneer men maden of andere dierlijke eiwitten niet wil geven, zijn hondenbrokjes geschikter, hier zitten de dierlijke eiwitten ook in. Voor nestmateriaal is wol niet zo geschikt omdat hamsters er in zouden kunnen stikken. Toiletpapier of gewoon standaard nestmateriaal als zaagsel uit de dierenwinkel is geschikter.